# Диоон съедобный
Диоон съедобный (лат. Dioon edule) — вид саговников семейства Замиевые (Zamiaceae). Типовой вид рода. Крайне выносливое растение, встречается в основном на неглубоких засушливых каменистых почвах. Хорошо приспособлено к суровым климатическим условиям благодаря наличию CAM-фотосинтеза. 
Ствол поднятый или полулежащий 1-1,5 (реже 3) м в высоту и 20-30 см в диаметре. Молодые листья бледно-зелёные, 15-20 зрелых листьев образуют крону, листья длиной 0,7-1,6 м, светло-зелёные или серовато-зеленые; черенок длиной 10-15 см; листовых фрагментов 120-160 на каждом листе; средние фрагменты размером 6-12 см на 6-10 мм, линейные до линейно-ланцетных, кожистые, конические и длинно заостренные, постепенно уменьшаются в длину по направлению к основанию листа. Мужские шишки 20-40 × 6-10 см цилиндрические. Женские шишки 20-35 × 12-20 см, яйцевидные, мохнатые; плодоножка длиной 8-12 см. Семена 2,5-3,5 × 2-2,5 см, яйцевидные. Саркотеста кремовая или белая.
Эндемик Мексики (штаты Идальго, Керетаро, Сан-Луис-Потоси, Тамаулипас, Веракрус). Этот вид растёт в районах переходных между тропическим лиственным лесом и дубовым лесом, в скалистых районах и на крутых скалах на высоте от уровня моря до 1500 м.
Молодые семена измельчают и готовят лепешки. Западная культура широко внедряет растение как декоративное.
Угрозами являются разрушение среды обитания и чрезмерный сбор для декоративных целей. Вид также защищён местными общинами.

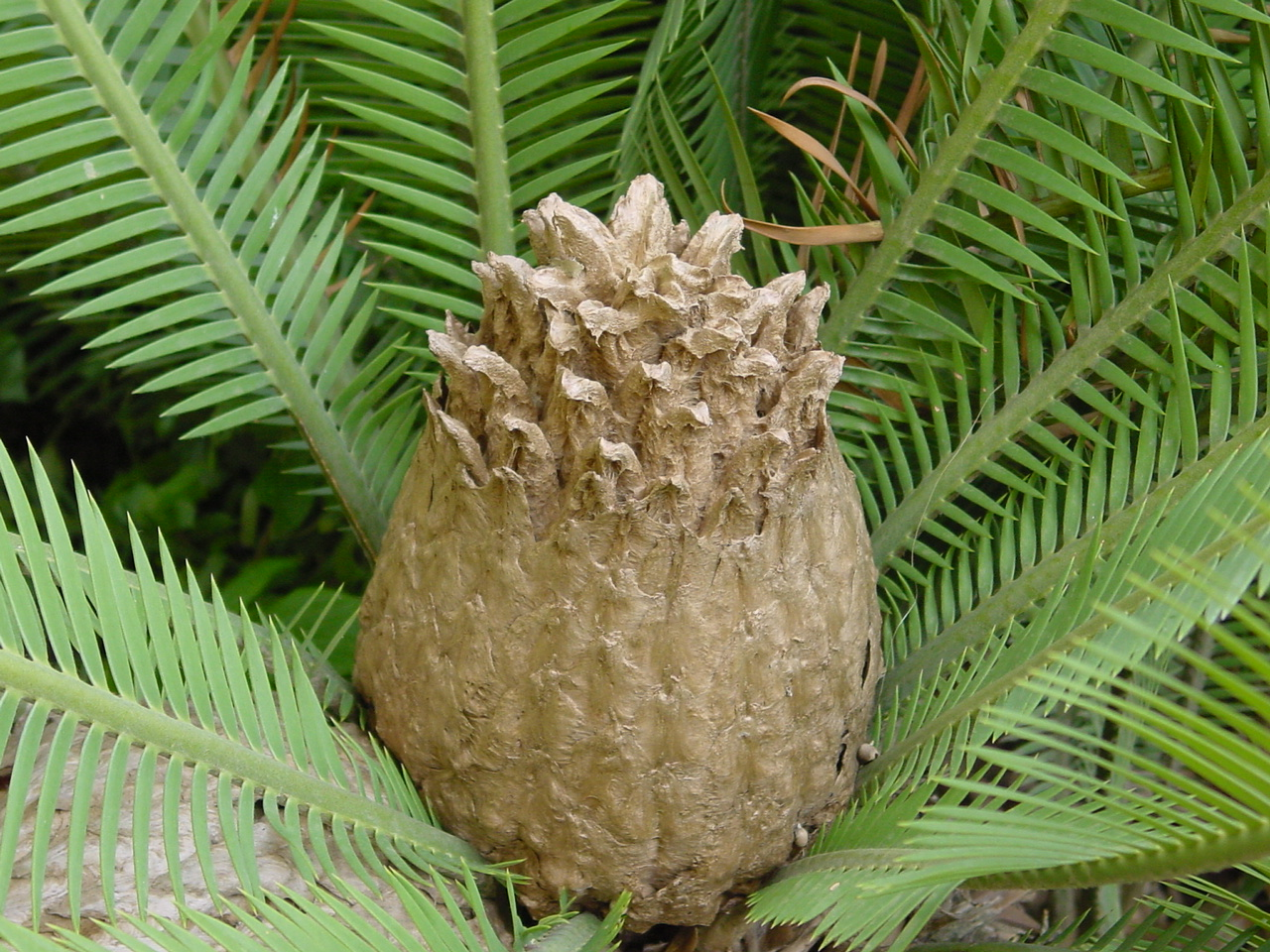
Листья и женская шишка
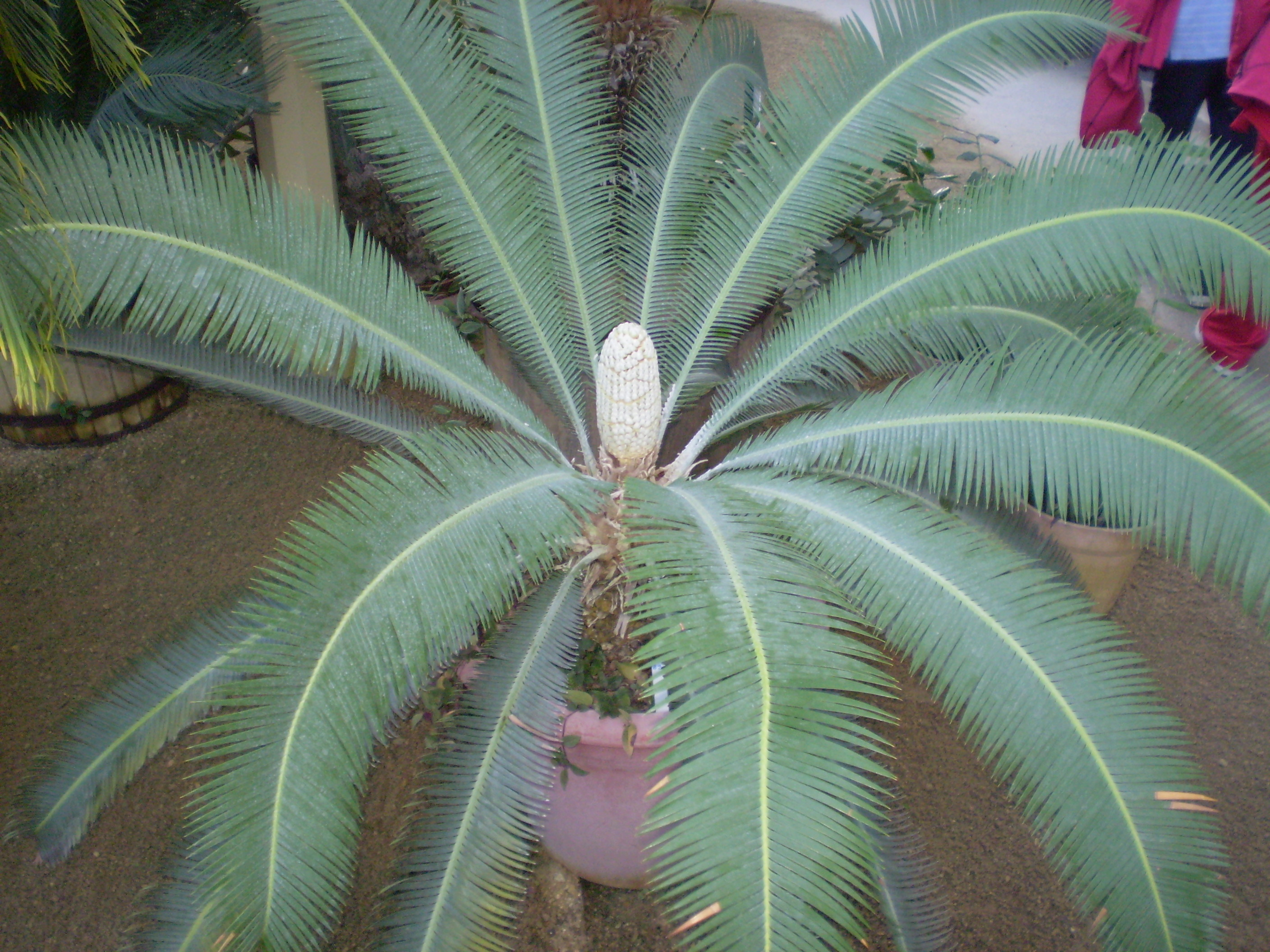
Листья и мужская шишка